# إليشا بويد
إليشا بويد (بالإنجليزية: Elisha Boyd)‏ هو سياسي أمريكي، ولد في 6 أكتوبر 1769، وتوفي في 21 أكتوبر 1841. انتخب عضو مجلس ولاية فرجينيا.